# 大量解僱
大量解僱，是指企業在特定時間內解僱超過特定規模的員工。

## 定義
各國對於大量解僱有不同的標準，而面對大量解僱有的國家採用以專法保護，如：臺灣於2003年制定《大量解僱勞工保護法》，有的則視之為一般解僱，依實務延伸至法理，如：日本。

### 歐盟
歐體陸於大量解僱時保護受負面影響勞工權益之指令，分別是1975年之《集體解僱指令》；一九七七年之《事業單位移轉所有權保護受雇者權利指令》；以及1980年《雇主破產時保護受雇者指令》。其中，1975年之《集體解僱指令》主要內容如下：
1. 任何僱用員工超過20人以上之事業單位，在30天內，如果僱用20人以上至100人以下之事業單位，以一般營業或經濟上理由，資遣超過10位以上之員工，或僱用100人以上至300人以下之事業單位，解僱超過70%以上之員工，或僱用300以上之事業單位，解僱超過30位或以上之員工，將會啟動該指令所列示之保護條款。
2. 無論事業單位規模之大小，只要在90天內，如果解僱超過20位以上之員工，即會有該指令之適用。此指令共提供受影響之受雇者兩項保障措施，首先，雇主必須在30天內，將所提議之解僱計畫預告事業單位內之員工代表及主管勞動事務之政府機構。必須提供此兩者與大量解僱「所有相關之資訊」，尤其是解僱之員工數額及所涉及之期間。其次，雇主應就所提供之解僱計畫，與員工代表進行所謂「諮詢」（consultation）之程序，尋求達成協議，藉以「避免集體解僱、減少受影響之受雇者，以及降低所造成之影響」等。

至於在主管勞動事務之行政機構部分，該指令則命「應對所提議之解僱計畫引發之問題，設法尋求解決之道。」當勞資雙方決定集體解僱是唯一可行之道後，該指令即訓令雇主應呈交一份詳盡之書面報告予公共僱用機構（public employment authority），而在接獲此一報告後，該公共僱用機關有30天之期間來評估該集體解僱之嚴重程度，而在此一期間內，雇主並不得解僱任何員工。 此一期間通常相當具有彈性，如果會員國允許該機構加以延長的話，則該指令規定最長可延長至60天。

### 美國
依據「勞工調適及再訓練預告法」，以藉由要求雇主於關廠或大量解僱前給予預告，以保護勞工、其家庭及社會。所謂的「大量解僱」，則被界定為在30天界定期間之就業損失中，影響僱用場所至少33%之受雇者，或至少50位員工之情形；此外不論前述之百分比如何，只要在任何30天期間內，造成500人以上員工就業損失，即構成大量解僱之情形。
最後，本法另設有多項豁免條款，舉例而言，罷工及鎖廠而造成關廠及暫時解僱之情形，即不構成本法之適用，而雇主如根據國家勞工關係法將經濟性罷工者永久替代時，即不須經事先預告之程序。 
而如果因某項特定計畫執行完畢，受雇者在受時即已明瞭其僱用僅限於該計畫之執行期間，則也並不構成本法所指稱之關廠或暫時解僱之情形。至於因天然災變或關閉某一臨時性設施之舉，則通常也不在本法之適用範圍內。

### 日本
日本勞動基準法中並無規定大量解僱門檻限制，並與德國相同對於大量解僱並未訂定特別法，即以一般解僱規定於日本勞動基準法中，形成一體解僱保護。
雖於勞動基準法第十九條對於產前產後的女工和遭遇職業災害的勞工之解僱設有限制之規定、第二十條對於解僱之預告規定、第二十一條對於解僱預告期間之例外規定，然而有關解僱事由上並未具體列舉，僅同法第十八條之二，解僱如未具客觀合理之理由，且未符合社會通念上之相當性時，解僱權之行使視為權利濫用，應為無效。  
但日本以實務衍生法理以補充之，即日本的「整理解僱法理」。於規定上雖可說只要基於經營上的理由即可成為解僱事由，然這僅符合整理解僱四要件中的人員削減之必要性要件，仍然必須通過其他要件檢驗後，使得合法解僱。雖然整理解僱通常意味著「大量解僱勞工」，但卻不限於大量解僱，即使只解僱少數人，甚至只有一人，凡基於經營上之事由，即為整理解僱。

### 臺灣
臺灣對於大量解僱設有特別法，即《大量解僱勞工保護法》，而其所稱「大量解僱勞工」指事業單位有《勞動基準法》第11條所定各款情形之一，或因併購、改組而解僱勞工，且有下列情形之一，而其僱用及解僱勞工人數之計算，不包含《就業服務法》第46條所定之定期契約勞工：
1. 同一事業單位之同一廠場僱用勞工人數未滿30人者，於60日內解僱勞工逾十人。
2. 同一事業單位之同一廠場僱用勞工人數在30人以上未滿200人者，於60日內，解僱勞工逾所僱用勞工人數三分之一或單日逾20人。
3. 同一事業單位之同一廠場僱用勞工人數在200人以上未滿500人者，於60日內解僱勞工逾所僱用勞工人數四分之一或單日逾50人。
4. 同一事業單位僱用勞工人數在500人以上者，於60日內解僱勞工逾所僱用勞工人數五分之一。

於2014年5月20日通過大量解僱保護法修正案，即「同一事業單位同一廠場若僱用五百人以上者，於六十天內解僱超過五分之一勞工或單日逾八十人；同一事業單位六十天內解僱勞工逾兩百人或單日逾一百人，為大量解僱，業者須於六十天前提交解僱計畫書，依法告知解僱標準與資遣費計算方式等，否則最高將處五十萬罰鍰。」

## 勞資雙方態度與調適
大量裁員只是治標、暫時止血，重要的是要能迅速解決業績低落或業務緊縮的根本因素，而要恢復元氣則有賴留任員工的共同努力。因此，高階主管們要負責整頓舊業務、排除病因、開發新業務，讓壟罩在裁員愁霧和龐大工作量的留任員工看到繼續努力的價值，才能讓企業走出失敗的泥沼。裁員是「承認失敗」的訊息，但若未能妥善處理被資遣員工、留任員工士氣，原本是為企業追求效益及避免可能的成本，可能還會損及員工利益，也使企業形象與商譽蒙上陰影。

### 勞方：面對與調適
留任員工須承接離退員工的工作，心裡難免不平衡。若企業大量資遣員工，留下的員工除額外的工作負擔外，更擔憂「甚麼時候輪到我被資遣」、承受工作和心理上的雙重壓力。企業若欠缺適當的宣導與工作調整，大量員工的離退將嚴重打擊留任員工的工作士氣。出現「倖存者症候群」，持續感受負面情緒與不等程度的壓力、倦怠、工作過度負荷、憂鬱、缺乏安全感、自責等。

### 資方：為什麼採取大量解僱
在組織架構重整、經濟不景氣或業務緊縮的情況下，企業常藉由資遣員工以減少工作重疊、員工人數與薪資成本。例如，2001年2月14日時，宏碁以包機送走500名外勞，2月23日更以無預警方式裁減近400名台灣員工。不過，一般企業在大量資遣員工之前，通常會先採取如雇用凍結、重新編制人力、優惠退休或退職、薪資凍結、工作分享、減少工作日數、減薪、無薪休假等其他措施盡量避免資遣，以降低對員工工作權的衝擊。但若企業所資遣的勞工人數合於「大量解僱勞工法」第二條的規定時，亦應依第四條之規定「於60日之前將解雇計畫書通知主管機關及相關單位或人員，並公告揭示之」。

## 臺灣案例
| 企業名稱 | 紅景天 | 臺中商業銀行 |
| -------- | --- | --- |
| 日期     | 2012/7-2012/9 | 2008/1/29-2009/3/10 |
| 內容     | 延遲發薪、欠薪問題，多家分店陸續停店，位在台中的總公司則貼出公告，證實財務困難。 | 為節省成本，自2008年間起大量資遣資深員工，逼迫員工自動申請資遣，若不簽立資遣同意書則調動單位，少數未簽立同意書之員工，則依未經勞方事先同意而自行訂定之「台中商業銀行不適任人員管理要點」，認定員工不適任工作終止勞動契約。 |
| 涉及問題 | 1. 法律適用問題：廠場分散各地而解僱多位勞工 2. 科技業、連鎖加盟業等亦有此漏洞 | 1. 勞工考績優異 銀行無故減薪及解僱已屬違法 2. 以貢獻度不佳 無法勝任工作為由而資遣員工 |
| 備註     | 於2014/5/20立法院三讀通過「紅景天條款」,即大量解僱保護法修正案「明確定義同一事業單位同一廠場若僱用五百人以上者，於六十天內解僱超過五分之一勞工或單日逾八十人；同一事業單位六十天內解僱勞工逾兩百人或單日逾一百人，為大量解僱，業者須於六十天前提交解僱計畫書，依法告知解僱標準與資遣費計算方式等，否則最高將處五十萬罰鍰。」 | 共計資遣202位員工；其中年資有10年以上之員工高達160位，資方同時自2008年8月份起，卻又分批招募100多位新進員工。 |